# 旧日洛沃
旧日洛沃（羅馬化：Starozhilovo）是俄罗斯梁赞州的市级镇、旧日洛沃区行政中心及规模最大聚居地，地处梁赞州中西部，位于伏尔加河流域奥卡河一支流伊斯季亚河（Истья）河畔，在州府梁赞东南方。镇东北约7公里处有一同名铁路车站。
该地2022年人口有4,911人；2010年人口5,088；2002年人口5,279；1989年人口5,337。